# HR 4546
B Centauri
Ne doit pas être confondu avec b Centauri (= HR 5471), ni avec β (Beta) Centauri, ou encore Alpha Centauri B.
Désignations
B Centauri (en abrégé B Cen), également désignée HR 4546 ou HD 102964, est une étoile géante de la constellation australe du Centaure. Elle est visible à l'œil nu avec une magnitude apparente de 4,46. L'étoile présente une parallaxe annuelle de 7,92 ± 0,10 mas telle que mesurée par le satellite Gaia, ce qui permet d'en déduire qu'elle est distante de 126 ± 2 pc (∼411 al) de la Terre. Sa magnitude absolue est de −1,14.
B Centauri est une géante rouge de type spectral K3III, qui a épuisé les réserves en hydrogène qui étaient contenues dans son cœur, puis qui s'est refroidie et étendue après avoir quitté la séquence principale. L'étoile est estimée être 1,16 fois plus massive que le Soleil et son rayon est environ 39 fois plus grand que le rayon solaire. Elle est 480 fois plus lumineuse que le Soleil et sa température de surface est de 4 325 K.